# Mesochorus heterodon
Mesochorus heterodon là một loài tò vò trong họ Ichneumonidae.